# Latiendothyranopsis
Latiendothyranopsis es un género de foraminífero bentónico de la subfamilia Endothyranopsinae, de la familia Endothyridae, de la superfamilia Endothyroidea, del suborden Fusulinina y del orden Fusulinida. Su especie tipo es Endothyra latispiralis var. grandis. Su rango cronoestratigráfico abarca el Viseense inferior (Carbonífero inferior).

## Discusión
Clasificaciones más recientes incluyen Latiendothyranopsis en el suborden Endothyrina, del orden Endothyrida, de la subclase Fusulinana de la clase Fusulinata. Algunas clasificaciones incluyen Latiendothyranopsis en la familia Endothyranopsidae.

## Clasificación
Latiendothyranopsis incluye a las siguientes especies:
- Latiendothyranopsis floraviae †
- Latiendothyranopsis grandis †
- Latiendothyranopsis lancastria †
- Latiendothyranopsis shiloi †